# Janov (district de Svitavy)
Pour les articles homonymes, voir Janov.
Janov (en allemand : Jansdorf ) est une commune du district de Svitavy, dans la région de Pardubice, en République tchèque. Sa population s'élevait à 971 habitants en 2022.

## Géographie
Janov se trouve à 7 km au sud-est de Litomyšl, à 12 km au nord-ouest de Svitavy, à 49 km au sud-est de Pardubice et à 142 km à l'est-sud-est de Prague.
La commune est limitée par Strakov au nord, par Semanín et Opatov à l'est, par Mikuleč au sud, par Čistá au sud-ouest et à l'ouest, et par Benátky au nord-ouest.

## Histoire
La première mention écrite du village date de 1347.

## Administration
La commune se compose de trois sections :
- Gajer
- Janov
- Mendryka

## Transports
Par la route, Janov se trouve à 6,5 km de Litomysl, à 12 km de Svitavy, à 56 km de Pardubice et à 169 km de Prague. 